# با من از عشق بگو
با من از عشق بگو (فرانسوی: Parlez-moi d'amour‎) فیلم درامِ فرانسویِ ۹۸ دقیقه‌ای، محصول ۲۰۰۲ میلادی به کارگردانی سوفی مارسو با بازی ژودیت گدرش و نیلز آرستراپ است. موضوع این فیلم که در نیویورک و پاریس فیلم‌برداری شد، دربارهٔ شکاف در روابط بلندمدت انسانهاست. در سال ۲۰۰۲، این فیلم جایزه جشنواره بین‌المللی فیلم مونترآل برای بهترین کارگردان (سوفی مارسو) را دریافت کرد و برای جایزه بزرگ این جشنواره، نامزد شد.